# 引文分析
引文分析是一种文献计量学方法，这种方法主要通过概率论与数理统计对文献的被引用率进行分析。这种方法的主要研究依据是文献、作者、期刊等之间的引证关系。致力于引文分析的学者有格罗斯、布朗、普赖斯、E.加菲尔德等。直接分析是通过从论文引文直接分析数据，间接分析则通过各种索引、报告工具进行检索。分析类型有数量分析、网状分析、链状分析等。总体来说，引用率与文献发表时间成反比例，即文献发表越晚，距今时间越短，引用次数越高，在文章发表后的第二年份引用率达到峰值，而后下降。